# Robin Padilla
Robinhood Ferdinand „Robin” Cariño Padilla (ur. 23 listopada 1969) – filipiński aktor filmowy i telewizyjny oraz polityk. Potomek wpływowej rodziny filmowej o znacznych wpływach politycznych. W kinie zadebiutował w latach 80. Popularność zdobył dzięki rolom w filmach akcji. Konwertyta na islam, stara się reprezentować interesy filipińskich muzułmanów. Protegowany prezydenta Rodriga Duterte, przewodniczący Partido Demokratiko Pilipino od 2024. W 2022 wybrany do Senatu, wymieniany jest wśród potencjalnych kandydatów na wiceprezydenta w wyborach w 2028.

## Życiorys

### Pochodzenie i kontekst społeczny
Robin Padilla urodził się 23 listopada 1969. Miejsce urodzenia aktora nie wynika jasno ze źródeł. Cześć z nich podaje, że przyszedł na świat w Daet. Wedle innych natomiast urodził się w Quezon City. Według niektórych źródeł był najmłodszym dzieckiem Roya Padilli oraz Lolity Evy Cariño. Wedle innych z kolei był siódmym z ich ośmiorga dzieci. Wychowywał się w wielodzietnym środowisku. Poza wspomnianym już rodzeństwem rodzonym ma również rodzeństwo przyrodnie. Źródła wspominają łącznie o jego 47 braciach i siostrach. Matką chrzestną Padilli była Miriam Defensor-Santiago, prawniczka i polityk, w 2011 wybrana na sędzię Międzynarodowego Trybunału Karnego.
Pochodzi z wpływowej rodziny o częściowo hiszpańskich korzeniach. Padillowie cieszą się rozległymi kontaktami w filipińskim przemyśle filmowym. Wujem Robina był aktor Carlos Padilla, aktorstwem parali się także jego rodzice. Część rodzeństwa Robina także związała się zawodowo z przemysłem rozrywkowym. Aktorami zostali B.B. Gandanghari, Rommel oraz Royette. Dziadek ze strony ojca był cenionym aktorem występującym w filipińskich filmach hiszpańskojęzycznych. Obrazy te cieszyły się zresztą popularnością w różnych krajach języka hiszpańskiego, łącząc tym samym Filipiny z ich kolonialnym dziedzictwem i przeszłością.
Rodzina Padilli jest jednocześnie ściśle związana z polityką. Wedle samego aktora początki zaangażowania politycznego rodu można umiejscowić jeszcze w okresie hiszpańskiego panowania kolonialnego. Jeden z jego dziadków, José Padilla senior, był gubernatorem prowincji Bulacan. Ojciec pełnił z kolei funkcję zastępcy gubernatora prowincji Camarines Norte w południowej części Luzonu. Następnie zaś został jej gubernatorem. W życiu politycznym obecni byli też jego bracia. Roy Padilla junior zastąpił ojca na stanowisku prowincjonalnego gubernatora. Ricarte Padilla był burmistrzem Jose Panganiban, natomiast wspominany już wyżej Rommel zasiadał w radzie jednej z prowincji.
Przy omawianiu publicznej aktywności rodziny należy zwrócić uwagę na to, że dynastie polityczne są integralną częścią systemów rządzących Filipinami od czasów hiszpańskiego panowania kolonialnego. Stała obecność tak rodziny Padilla, jak i innych rodzin w polityce wynika zatem z silnie zakorzenionych wzorców społecznych. Jako taka jest przynajmniej tolerowana przez większość Filipińczyków oraz aktywnie wspierana przez znaczącą liczebnie mniejszość populacji.

### Młodość, wykształcenie oraz konflikt z prawem

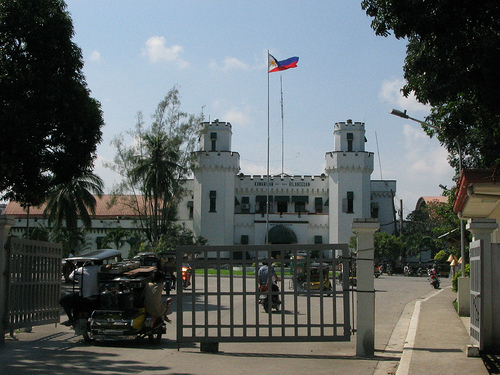
New Bilibid Prison, zakład karny, w którym Robin Padilla w latach 90. odsiadywał wyrok za nielegalne posiadanie broni

Padilla podstawy edukacji odebrał w Sienna College w Quezon City, placówce położonej nieopodal jednego ze studiów filmowych. Następnie wysłano go do szkoły średniej przy St. Louis University w Baguio. Szybko pochłonęła go kariera filmowa, w związku z czym przerwał naukę. Wykształcenie średnie uzyskał dopiero podczas pobytu w zakładzie karnym. Po opuszczeniu więzienia ukończył studia z zakresu kryminologii na Philippine College of Criminology. W przeciwieństwie do znacznej części filipińskiej elity nie posługuje się biegle językiem angielskim. W przestrzeni publicznej używa przede wszystkim filipińskiego.
Relatywnie wcześnie, bo jako niespełna dziewiętnastolatek, został osierocony przez ojca. Okoliczności, w których doszło do tego wydarzenia, były dramatyczne i miały znaczny wpływ na kształtowanie się osobowości Robina. Roy Padilla bowiem padł ofiarą morderstwa, którego powody pozostają niejasne. Problemy natury emocjonalnej, nieustabilizowane życie uczuciowe, wspominane poniżej uzależnienia, wreszcie prawdopodobnie nazbyt szybko zdobyta sława, połączona z wywieraną nań presją ze strony religijnej rodziny, doprowadziły do poważnego kryzysu w życiu Padilli. Jednym z przejawów tego kryzysu były problemy z prawem, w które się wkrótce wplątał. 26 października 1992 zatrzymany został przez policję po tym, gdy spowodował wypadek drogowy, następnie zaś uciekł z miejsca zdarzenia. Podczas przeszukania jego pojazdu znaleziono kilka naładowanych karabinów. Po procesie w 1994 został skazany na 21 lat pozbawienia wolności za nielegalne posiadanie broni. Tak surową karę wymierzono mu na podstawie dekretu wydanego jeszcze w okresie wprowadzonego przez prezydenta Ferdinanda Marcosa stanu wyjątkowego (1972–1981). Po wydaniu wobec niego nakazu aresztowania Padilla zbiegł i ukrył się w górzystym regionie Bicolu. Wstąpił tam w szeregi maoistowskiej Nowej Armii Ludowej.
Do więzienia Padilla trafił ostatecznie w 1995, oddawszy się uprzednio w ręce policji. Wyrok odsiadywał w New Bilibid Prison znajdującym się w Muntinlupie, w obszarze metropolitalnym Manili. Jego polityczne koneksje wpłynęły jednak na znaczne złagodzenie kary. Warunkowego ułaskawienia udzielił mu już trzy lata później dawny polityczny sprzymierzeniec, prezydent Fidel Ramos. Wcześniej, bo w 1997, przyjęto ustawę obniżającą kary za nielegalne posiadanie broni. Autor tejże regulacji, wspierający ówczesny rząd senator Ramon Revilla otwarcie przyznawał, iż, przedkładając projekt, chciał pomóc Padilli. Decyzje te wszakże nie uwolniły Padilli od wszelkich konsekwencji prawnych. Nie odzyskał bowiem w ich wyniku pełnych praw publicznych, nie mógł na przykład kandydować w wyborach. Postanowienie prezydenckie miało zresztą jedynie czasową skuteczność. Jako takowe wygasło w 2003, a sytuacja prawna Padilli ponownie stała się niepewna. Od skutków wyroku skazującego z lat 90. uwolnił go dopiero kolejny zaprzyjaźniony z nim przywódca kraju. Prezydent Rodrigo Duterte niedługo po swym zaprzysiężeniu wspomógł przyjaciela. Decyzją z 15 listopada 2016 nie tylko skorzystał wobec niego z pełnego prawa łaski, ale również przywrócił mu pełnię praw publicznych.

### Początki działalności artystycznej
Początki działalności artystycznej Padilli wiążą się ściśle z obecnością jego rodziny w filipińskim życiu publicznym. Cała jego kariera, tak filmowa, jak i polityczna, wpisuje się również w powiązania klanowe. Wynika to bezpośrednio z przybierającego niekiedy skrajne formy skupienia się na własnej rodzinie, uznawanej za jedną z najistotniejszych części filipińskiego charakteru narodowego. Już jako szesnastolatek pojawił się na ekranie w niewielkiej roli w Public Enemy No. 2: Maraming Number 2 (1985) w reżyserii Gene Palomo. Jego pierwszą większą rolą była wszelako ta w Bala Ko ang Hahatol w reżyserii Ricarda Osorio, również z 1985. Rok później wystąpił w Bagets Gang. Wcześnie zaczął być kojarzony z kinem akcji, początkowo występując w filmach z tego gatunku w rolach drugoplanowych. W 1989 pojawił się u boku Dawn Zuluety w Hindi Ako Pahuhuli ng Buhay. Wystąpił wreszcie w roli głównej w Carnap King: The Randy Padilla Story w reżyserii Deo Fajardo juniora.

### Dalsza działalność artystyczna. Gwiazda kina akcji

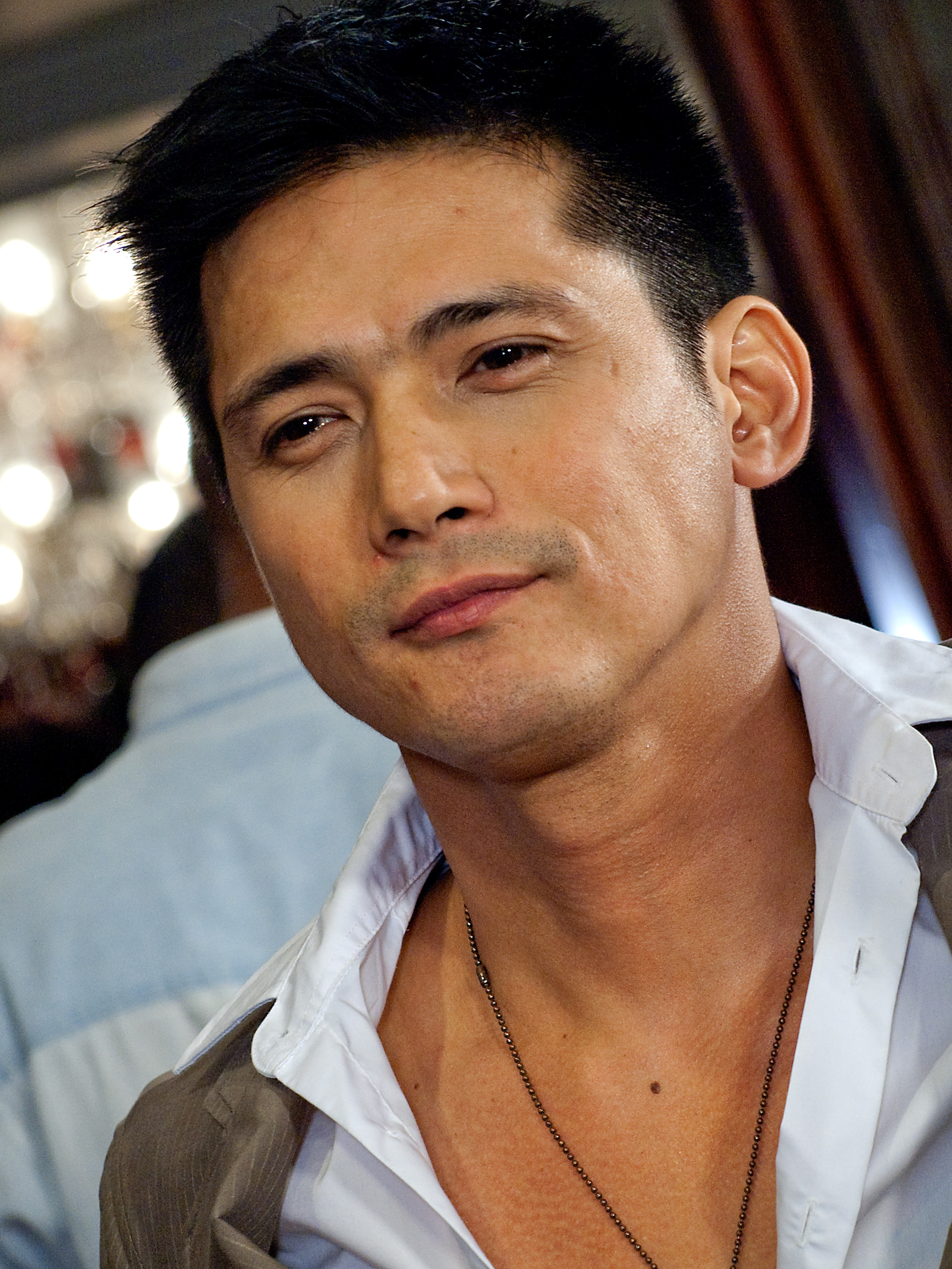
Robin Padilla w 2011

Lata 90., szczególnie zaś ich początek, były dla Robina Padilli okresem licznych sukcesów zawodowych. Tylko w 1990 wystąpił w pięciu filmach. Trzy z nich okazały się ogromnym sukcesem. Położyły jednocześnie podwaliny pod specyficzny wizerunek sceniczny artysty, nierozerwalnie od tej pory związany z filmami akcji. Pierwszym ze wspomnianych obrazów był Anak ni Baby Ama, ponownie w reżyserii Deo Fajarda juniora, sequel filmu z 1976. Padilla wcielił się w nim w syna Baby Amy, w owym czasie szeroko już rozpoznawalnej postaci filipińskiej kultury popularnej. W osadzeniu właśnie jego w tej roli dostrzec można wpływ wspomnianych wyżej powiązań klanowych. Baby Ama bowiem, główny bohater obrazu z lat 70., był postacią, która uczyniła gwiazdę z Rudy'ego Fernandeza, kuzyna Padilli. Drugim filmem był Barumbado w reżyserii Willy'ego Milana. Trzeci natomiast, Bad Boy, wyreżyserowany przez Eddiego Rodrigueza przyniósł Padilli miano złego chłopca filipińskiego kina. Dobrze oddawał on właściwie jego ówczesny sposób bycia – nieokrzesanego, nałogowo palącego i nadużywającego alkoholu młodego gwiazdora, skłonnego zresztą do zachowań wyraźnie autodestrukcyjnych. W owym czasie porównywany bywał on do Jamesa Deana lub Josepha Estrady. Ten ostatni, gwiazda filipińskiego kina, zasłynął nie tylko z bogatego życia uczuciowego. Zdobytą popularność wykorzystał, podobnie jak później Padilla, w życiu politycznym i między 1998 a 2001 piastował funkcję prezydenta kraju.
Wątpliwa reputacja nie wpłynęła na pozycję Padilli w samym przemyśle filmowym. W 1991 pojawił się w roli głównej w Maging Sino Ka Man, ponownie w reżyserii Eddiego Rodrigueza. Obraz ten, historia dziewczyny z zamożnej rodziny oraz jej miłości do drobnego kryminalisty o złotym sercu, opierał się na jednym z najpopularniejszych schematów narracyjnych w historii filipińskiego kina. Mimo niezbyt oryginalnej fabuły film okazał się ogromnym przebojem. Dominujący w nim wątek miłosny został uzupełniony zwyczajowymi elementami filmu akcji, a także zręcznie umiejscowionymi aspektami komicznymi. Wskazuje się, że to właśnie Maging Sino Ka Man ugruntował pozycję Padilli w krajowym przemyśle filmowym. Jeszcze w tym samym roku, częściowo wykorzystując sukces tego właśnie filmu, pojawił się w Ang Utol Kong Hoodlum. Zagrał w nim u boku Viny Morales. Produkcja ta odniosła ogromny sukces kasowy, w związku z tym już rok później doczekała się kontynuacji. Jej wpływ na filipińską kulturę popularną okazał się zresztą względnie trwały, choćby w postaci nawiązującego do niej serialu o tym samym tytule z 2011. Filmowa kontynuacja Ang Utol Kong Hoodlum natomiast, produkcja znana jako Miss na Miss Kita: Ang Utol Kong Hoodlum 2, stanowi debiut Padilli jako scenarzysty. Późniejsze, stworzone przezeń scenariusze nie odniosły już jednak podobnego sukcesu.

### Ewolucja wizerunku ekranowego i dalsza kariera filmowa
W pierwszych latach XXI stulecia Padilla zdał sobie sprawę, że filmy akcji straciły na popularności wśród miłośników filipińskiego kina. Zdecydował się w związku z tym przyjąć role wykraczające swą stylistyką poza te, z których znany był do tej pory. Zagrał zatem w komediach romantycznych, takich jak Kailangan Ko'y Ikaw (2000), Pagdating ng Panahon (2001), You and Me Against the World (2003) czy Till I Met You (2006). Zajął się również horrorami oraz thrillerami. Można tutaj wymienić filmy takie jak Kulimlim (2004), Blackout (2007) czy Sundo (2009). Eksperymentował też z kinem niezależnym. Zagrał zatem choćby w ASTIGmatism (2004) w reżyserii Jona Reda. Rola Padilli w satyrze La Visa Loca (2005) w reżyserii Marka Meily'ego uznawana jest za jedną z najlepszych oraz najbardziej dojrzałych w całej jego artystycznej karierze. Wśród późniejszych, cenionych filmów z jego udziałem wymienia się jeszcze 10,000 Hours (2013) czy Bonifacio: Ang Unang Pangulo (2014). W tym ostatnim wcielił się w rolę Andrésa Bonifacio, filipińskiego bohatera narodowego oraz jednego z najważniejszych przywódców rewolucji z 1896, która zakończyła hiszpańskie rządy kolonialne na archipelagu.

### Kariera telewizyjna
W związku z problemami strukturalnymi, przed którymi stanął filipiński przemysł filmowy w XXI w., Padilla zmuszony został do zwrócenia się w stronę telewizji. Podpisał początkowo kontrakt z GMA Network, wystąpił w wyprodukowanych przez tę sieć serialach Asian Treasures (2007), Joaquin Burdado (2008) oraz Totoy Bato (2009). Przeszedł następnie do konkurencyjnego ABS-CBN. Prowadził tam popularny program Wowowee. Zagrał też w serialach Guns and Roses (2011) i Toda Max (2011–2013). Wspólnie ze swym wspominanym wyżej aktorskim rodzeństwem zagrał też w sitcomie 2 1/2 Daddies (2015) wyprodukowanym przez TV5. W 2016 włączono go do składu sędziowskiego Pilipinas Got Talent, filipińskiego programu telewizyjnego typu talent show opartego na brytyjskim formacie Got Talent.

### Początki kariery politycznej
Początki politycznej aktywności Padilli umiejscowić można w pierwszej połowie lat 90. XX stulecia. Swoją znaczącą, zdobytą dzięki kinu popularność wykorzystał do wzmocnienia własnych związków z krajową elitą władzy. W 1992 wsparł w wyborach prezydenckich byłego ministra obrony i szefa sztabu generalnego Fidela Ramosa. Zwycięstwo Ramosa przyniosło mu zresztą później wymierne korzyści, szczególnie w kontekście wspomnianych wyżej problemów z prawem. W 1995 bez powodzenia ubiegał się o stanowisko zastępcy gubernatora prowincji Nueva Ecija.
Pobyt w więzieniu nie osłabił ambicji politycznych Padilli, choć sam aktor niekiedy retorycznie im zaprzeczał. Czynił to przy tym przy użyciu barwnego języka. Uznawał się za rewolucjonistę, stojącego niejako ponad brudną i splamioną związkami z przestępczością konwencjonalną działalnością polityczną. Jego kariera była wszakże w pewnym sensie wstrzymana, z uwagi na opisywane wyżej problemy prawne i wynikający z nich brak pełnych praw publicznych. Nie zmieniło to jednakże w żadnym stopniu jego przynależności do filipińskiej elity, nie wpłynęło też negatywnie na jego zdolność do nawiązywania trwałych, przyjacielskich reakcji z istotnymi postaciami z krajowego przywództwa. Jako pierwszy przedstawiciel filipińskiego przemysłu rozrywkowego wsparł Rodriga Duterte podczas kampanii przed wyborami prezydenckimi z 2016. Komentatorzy zwracali przy tym uwagę na jego znakomite i bardzo rozległe kontakty z mniejszością muzułmańską, której zresztą sam przecież stał się częścią na skutek konwersji.

### Kariera partyjna oraz kampania wyborcza do Senatu

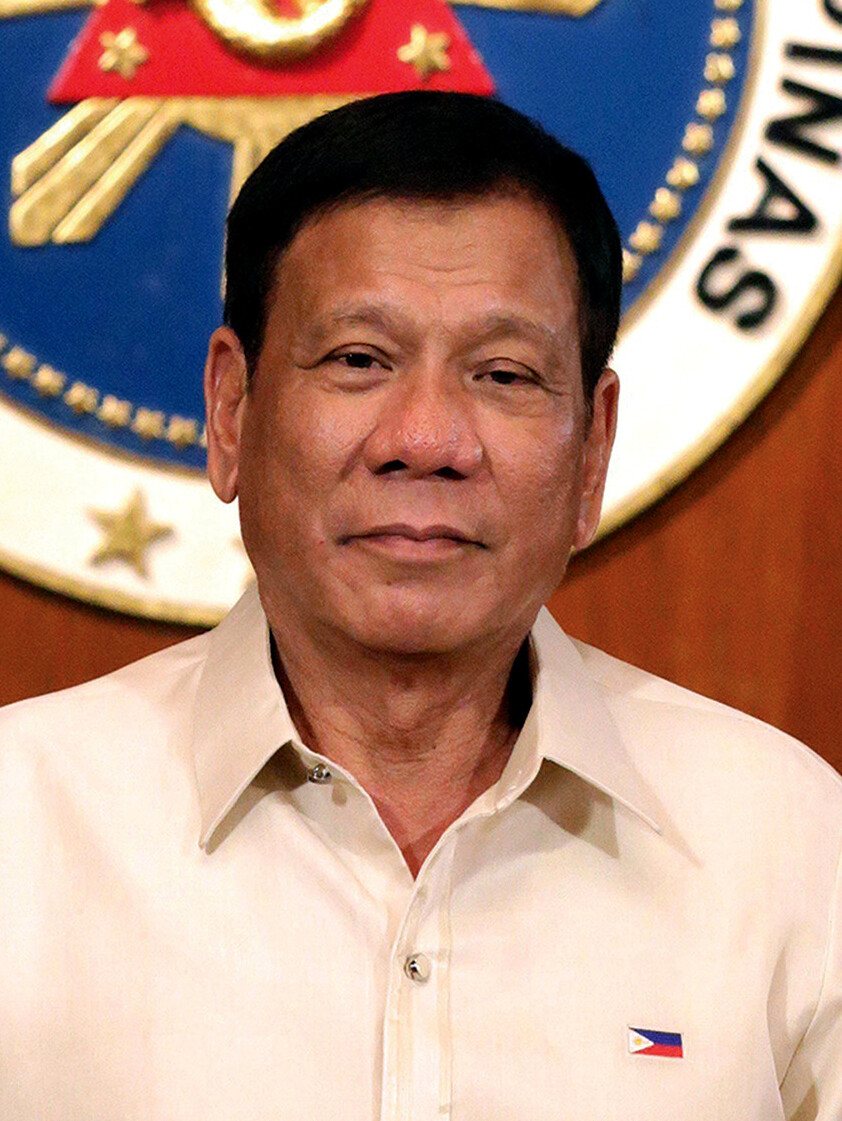
Rodrigo Duterte, prezydent Filipin między 2016 a 2022, polityczny mentor oraz patron Robina Padilli

Zdecydował się na kandydowanie w wyborach do Senatu z 2022. Uczynił to jako członek prezydenckiej Partido Demokratiko Pilipino (PDP). Co istotne, w systemie politycznym archipelagu filipińskiego partie są umocowane dosyć słabo. Często zamiast skupiać zwolenników konkretnego kierunku w krajowej polityce stanowią raczej struktury podporządkowane karierze konkretnego funkcjonariusza publicznego. Tym samym Padilla kojarzony jest przede wszystkim jako osoba lojalna wobec Rodriga Duterte oraz jego rodziny. Nie przeszkodziło mu to jednak w szybkim awansie w partyjnej hierarchii. Od 2022 piastował funkcję wiceprzewodniczącego PDP. Zrezygnował z niej w 2023. Od 2024 pełni funkcję przewodniczącego partii.
W kampanii wyborczej do Senatu aktor wyrażał poparcie dla przywrócenia kary śmierci w przypadku przestępstw związanych z handlem narkotykami, jak również za przestępstwa łączące się z korupcją. Popierał zalegalizowanie zarówno rozwodów, jak i małżeństw jednopłciowych. Z pewnymi zastrzeżeniami wspierał także przyjęcie ustawy zakazującej funkcjonowania dynastii politycznych w systemie władzy Filipin. Opowiadał się też za przekształceniem Filipin w republikę federalną. Nie zabrakło w jego wystąpieniach elementów gospodarczego populizmu. Sprzeciwiał się na przykład ulgom podatkowym dla inwestorów zagranicznych. Postulował też podniesienie statusu języka hiszpańskiego na Filipinach poprzez oficjalne uznanie go za język będący częścią dziedzictwa kulturowego archipelagu. Wystąpił tym samym przeciwko raczej marginalnej pozycji języka dawnych kolonizatorów, która wynika z zapisów konstytucji z 1987.
Padilla postrzegany był jako postać obdarzona dużą charyzmą, będąca w stanie znaleźć wspólny język ze znaczną częścią elektoratu. Zauważano, iż nie stwarzał dystansu podczas bezpośrednich kontaktów, dodatkowo zresztą dzięki swej długiej karierze filmowej był zwyczajnie łatwo rozpoznawalny przez wyborców. Był również doskonale widoczny w przestrzeni internetowej, na Facebooku wzbudzając największe zainteresowanie spośród wszystkich ubiegających się wówczas o miejsce w Senacie.
Uzyskał poparcie szeregu istotnych aktorów politycznych, poczynając od ustępującego już wówczas prezydenta Rodriga Duterte, jego córki Sary czy byłej prezydent Glorii Macapagal-Arroyo, a kończąc na organizacjach społecznych i religijnych. Pośród tych ostatnich wsparł Padillę zwłaszcza Iglesia ni Cristo (INC), największy filipiński związek wyznaniowy o autochtonicznym pochodzeniu. Było to szczególnie istotnie w kontekście zwiększenia szans wyborczych aktora. Istotną częścią kultury INC jest bowiem głosowanie przez należących doń wiernych wyłącznie na kandydatów oficjalnie wspartych przez najwyższe władze kościelne. El Shaddai, największa katolicka organizacja na Filipinach należąca do ruchu charyzmatycznego, podobnie jak INC praktykująca oddawanie głosów wyłącznie na z góry ustalonych polityków, również stanęła za Padillą. Dodatkowo aktora wsparły rozmaite organizacje muzułmańskie. Otrzymał też poparcie budzącego znaczne kontrowersje kościoła Kingdom of Jesus Christ założonego przez Apollo Quiboloya. Wspólnota ta jest uznawana za grupę przychylną rodzinie Duterte.

### Senator
Ostatecznie dzięki skutecznej kampanii oraz wspomnianemu szerokiemu poparciu zdobył mandat senatorski. Oddano na niego przeszło 26 600 000 głosów. Uczyniło to z Padilli kandydata z największym poparciem w historii wyborów do filipińskiego Senatu. Stał się też pierwszym muzułmaninem zasiadającym w izbie wyższej od 1995. Zgodnie z filipińskim prawem osoba, która zwyciężyła w wyborach i tym samym uprawniona jest do objęcia mandatu bądź konkretnego stanowiska, może być zaprzysiężona przez sędziego, notariusza bądź funkcjonariusza publicznego piastującego wybieralną funkcję. Padilla zaprzysiężony został zatem przez Rodriga Duterte podczas ceremonii w pałacu prezydenckim 17 czerwca 2022. Uroczystość potwierdzenia wyboru w Philippine International Convention Center posłużyła mu do ponownego i wyraźnego potwierdzenia, iż czuje się politycznym reprezentantem tej części filipińskiego społeczeństwa, która wyznaje islam.
W swym pierwszym przemówieniu senackim z sierpnia 2022 poruszył kwestię filipińskich roszczeń terytorialnych wobec malezyjskiego stanu Sabah, co komentowano jako przejaw charakterystycznej dla politycznych nowicjuszy skłonności do poruszania kwestii trudnych. Szybko podjął bliską współpracę z Salvadorem Panelo, zatrudniając go jako swego parlamentarnego doradcę. Tym samym raz jeszcze sięgnął po osobę z politycznego zaplecza Rodriga Duterte. Panelo bowiem wcześniej był doradcą prezydenckim ds. prawnych oraz rzecznikiem głowy państwa. Aktywność legislacyjna Padilli jednakże przynajmniej na początku zdradzała pewne przejawy oryginalności, wskazując, iż aktor zasiadł w parlamencie z przynajmniej szczątkowym programem reform społecznych. W jego dorobku znalazł się między innymi projekt ustawy numer 2443, mający na celu legalizację rozwodów na Filipinach. Bezpośrednio po objęciu mandatu stanął na czele trzech komitetów senackich. Kieruje zatem komitetem ds. poprawek do konstytucji, komitetem ds. mniejszości muzułmańskiej oraz komitetem ds. informacji publicznej i środków masowego przekazu.
Jako parlamentarzysta Padilla wpisuje się we wzorce zachowań już uprzednio dostrzegalne w jego aktywności publicznej. Opisywany bywa zarówno jako populista, jak i nacjonalista. Pragnąc podkreślić odczuwaną przez siebie łączność ze zwykłymi Filipińczykami, chętnie używa swego pierwotnego chrześcijańskiego imienia, Robinhood, w jego pełnej formie. W ten sposób utrwala w szerszej świadomości społecznej swój wizerunek obrońcy ubogich i pokrzywdzonych. Kładzie przy tym nacisk na wykorzystywanie w krajowej debacie publicznej, w tym w jej części toczącej się w ławach parlamentarnych języka filipińskiego. Wskazywał w tym kontekście na konieczność przyjęcia regulacji prawnych chroniących wykorzystanie języka narodowego. Rozwiązanie to miałoby na celu praktyczne, a nie tylko teoretyczne zrównanie filipińskiego z angielskim na archipelagu.
Jego sprzeciw wobec filipińskiej elity, grupy, do której sam przecież należy, jest przy tym w dużej mierze pozorny. W lipcu 2024 przedłożył wprawdzie, spełniając obietnicę wyborczą, projekt ustawy numer 2730 zakazującej funkcjonowania dynastii politycznych w krajowych strukturach władzy. Wpisał się jednak tym samym jedynie w pewną tradycję. O ile bowiem obowiązująca konstytucja z 1987 jednoznacznie wyklucza jednoczesny udział w życiu publicznym przez osoby blisko spokrewnione, to nie wprowadza w tej kwestii jakichkolwiek gotowych rozwiązań prawnych. Od kilku dekad nie udaje się przyjąć odpowiedniej ustawy implementującej właśnie te konkretne postanowienia filipińskiej ustawy zasadniczej. Próba podjęta przez Padillę została poprzedzona między innymi przez projekty autorstwa jego już wspomnianej matki chrzestnej Miriam Defensor-Santiago (2011), Grace Poe (2016) czy Panfilo Lacsona (2019). Nawet jeżeli Padilla ma zamiar działać na rzecz wprowadzenia pewnych reform, to pozostaje niemniej głęboko uwikłany w relację patron-klient ze środowiskiem oraz klanem byłego prezydenta Duterte. Nie brakuje zresztą komentarzy, w których popieraną przezeń propozycję federalizacji kraju uznaje się właśnie za narzędzie do utrwalenia dynastycznych struktur władzy, przeciwko którym Padilla rzekomo występuje. 
Bezwarunkowa lojalność Padilli wobec Rodriga Duterte oraz jego rodziny może być jednym z kluczowych czynników decydujących o dalszej politycznej karierze aktora. Skłoniła bowiem niektórych doradców byłej filipińskiej głowy państwa do sugestii, jakoby mógłby on zostać kandydatem na wiceprezydenta w wyborach w 2028. Pozycja gwiazdora może też być zależna od jego zdolności do wytworzenia własnej narracji politycznej. Złożona przeszłość z elementami kryminalnymi, skomplikowane życie prywatne oraz brak doświadczenia politycznego są wymieniane w literaturze jako aspekty mogące zagrozić dalszej bytności artysty w życiu publicznym. Jednocześnie pojawiają się głosy, że jeśli uda mu się przekonać wyborców, że przeszedł w swoim życiu głęboką wewnętrzną przemianę, która uczyniła zeń zdyscyplinowanego i doświadczonego funkcjonariusza publicznego, ma szansę na oryginalne przeformułowanie opierającego się do tej pory głównie na polaryzacji filipińskiego populizmu i utrwalenie swojej pozycji w systemie.

## Działalność społeczna i charytatywna
Na przestrzeni dekad Padilla angażował się w rozmaite inicjatywy społeczne i charytatywne. Bierze udział w kampaniach na rzecz zapobiegania oraz leczenia malarii. Od 2004 współpracuje w tym właśnie zakresie z krajowym ministerstwem zdrowia. W 2007 utworzył Liwanag ng Kapayapaan Foundation, organizację charytatywną prowadzącą szkołę dla dzieci z ubogich rodzin muzułmańskich. W 2013 w Taguig spotkał się z tytularnym sułtanem Sulu Jamalulem Karimem III i wręczył mu 500 tysięcy peso na pokrycie kosztów jego leczenia. W 2016 przekazał 200 worków ryżu rolnikom z Mindanao dotkniętym przez suszę. Gest ten był częścią szerszych starań filipińskiego przemysłu filmowego i jako taki miał złagodzić skutki brutalnie wówczas tłumionych protestów rolniczych na wyspie. Zorganizował zbiórkę na budowę muzułmańskiego cmentarza w Norzagaray w prowincji Bulacan, gromadząc w jej ramach milion filipińskich peso. Był także inicjatorem powstania Tindig Marawi (2017), projektu gromadzącego fundusze na odbudowę zniszczonego przez działania wojenne regionu zamieszkanego głównie przez filipińskich muzułmanów. Sam przekazał na ten cel 5 milionów peso.

## Popularyzator sztuk walki
Padilla znany jest z zamiłowania do sztuk walki, zarówno mających swoje korzenie na archipelagu filipińskim, jak i pochodzących z innych krajów. Trenował między innymi karate, wushu, ju-jitsu czy arnis. Ta ostatnia, wywodząca się z Filipin oraz swymi początkami sięgająca czasów poprzedzających przybycie Hiszpanów, uznawana jest jednocześnie za narodową filipińską sztukę walki.
Aktor stara się działać na rzecz rozwoju rozmaitych sztuk walki na archipelagu. Wspiera zwłaszcza wysiłki mające na celu popularyzację boksu tajskiego na Filipinach. Między innymi dzięki jego staraniom owa sztuka walki znalazła się w programie XXIII Igrzysk Azji Południowo-Wschodniej w Manili (2005). Kierował ponadto Muaythai Association of the Philippines, stowarzyszeniem wspierającym rozwój tegoż właśnie sportu na archipelagu.

## Związki z siłami zbrojnymi
Wcześnie zaczęły go pociągać kwestie związane z militariami. Młodzieńcze zainteresowanie Padilli wojskowością spotykało się niemniej z wyraźną dezaprobatą otoczenia, z uwagi na silne tendencje pacyfistyczne obecne w kulturze świadków Jehowy. Artysta nie porzucił jednak tych pasji całkowicie. W 2019 wstąpił w szeregi sił rezerwy armii filipińskiej i przeszedł związane z tym przeszkolenie wojskowe. Otrzymał początkowo stopień kapitana. W 2024 figurował już w źródłach jako podpułkownik rezerwy.
Nie jest przy tym jedynym przedstawicielem krajowej kinematografii, który w ten sposób stara się wspierać działania na rzecz wzmocnienia obronności Filipin. Również w 2019 do krajowych wojsk rezerwy dołączył aktor Matteo Guidicelli. 30 lipca 2020 Padilla stanął na czele komitetu ds. komunikacji strategicznej Philippine Army Multi-Sectoral Advisory Board (PA MSAB). Z funkcji tej został odwołany w grudniu 2021, w związku z podjęciem decyzji o ubieganiu się o mandat senatorski.

## Poszukiwania religijne
Duchowość Padilli, podobnie do jego burzliwego życia uczuciowego, na przestrzeni dekad przechodziła dosyć niestandardową ewolucję. Urodził się w rodzinie katolickiej, wyznającej zatem religię zdecydowanej większości Filipińczyków. Jako nastolatek jednak, wraz ze znaczną częścią swojej najbliższej rodziny, brał udział w studium biblijnym prowadzonym przez świadków Jehowy. Został członkiem tej właśnie wspólnoty.
Pobyt w więzieniu miał decydujące znaczenie w jego religijnych poszukiwaniach. To w tym właśnie bowiem czasie opuścił zarówno organizację świadków Jehowy, jak i chrześcijaństwo w ogóle, przyjmując islam. Podczas odsiadywania wyroku stykał się wprawdzie z rozmaitymi misjonarzami. Wspominał jednak później, że jedynie muzułmanie mieli wystarczająco cierpliwości, by w pełni odpowiedzieć na nękające go pytania i wątpliwości. Po konwersji, która nastąpiła 26 stycznia 1996, zaczął używać imienia Abdul Aziz. Zarówno motywy, jak i okoliczności jego nawrócenia bywają podawane w wątpliwość, czasem z uwagi na burzliwe życie osobiste gwiazdora. Sama zaś opowieść o drodze Padilli do religijnej przemiany z powodzeniem wykorzystywana jest do konstruowania przekonywującej narracji politycznej.

## Życie prywatne

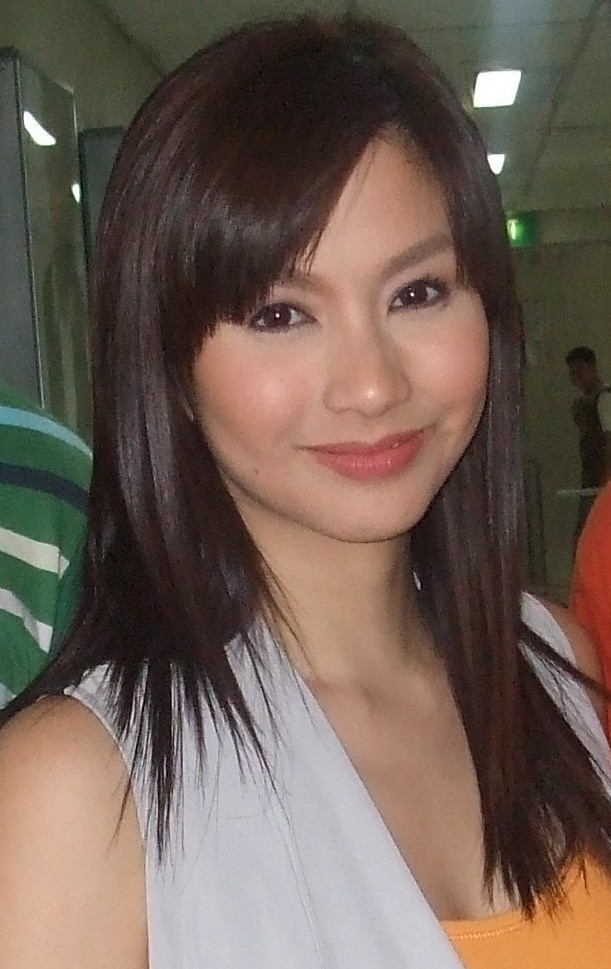
Mariel Rodriguez, druga żona Padilli

Na przestrzeni swej trwającej przeszło trzy dekady obecności w życiu publicznym dał się poznać jako artysta o bardzo bogatym i skomplikowanym życiu prywatnym. Związany był z wieloma kobietami, przede wszystkim z aktorkami. Wśród jego partnerek znalazły się potomkinie istotnych klanów filmowo-politycznych, dominujących w życiu kulturalnym i społecznym archipelagu. Jedną z nich była członkini jednego z najbardziej wpływowych filipińskich rodów Kris Aquino. Inna, Jobelle Salvador, na początku lat 90. urodziła syna, którym Padilla pomógł się jej zaopiekować. Nie był przy tym jego biologicznym ojcem. Kolejną partnerką Padilli była Leah Orosa. Ma z nią jedną córkę. Jeszcze inną postacią, która odegrała ważną rolę w prywatnym życiu Padilli, była Sharon Cuneta. Wystąpiła z nim w filmie Maging Sino Ka Man, a ich związek niemal zakończył się małżeństwem. Inne łączone z nim w różnych momentach kobiety to między innymi Vina Morales, Ruffa Gutierrez i Dolly Ann Carvajal.
Padilla dwukrotnie zawierał związek małżeński. Pierwszą żoną aktora była Liezl Sicangco. Poślubił ją już po przejściu na islam, w momencie, w którym wciąż jeszcze przebywał w więzieniu. Lista gości weselnych wskazywała wyraźnie, że pozycja Padilli w łonie szeroko rozumianej filipińskiej elity w zasadzie nie uległa zmianie, mimo problemów z prawem. Figurowali na niej na przykład senatorowie Joey Lina i Gloria Macapagal-Arroyo, późniejsza prezydent kraju. Małżeństwo to zakończyło się w 2007.
Drugą żoną aktora została Mariel Rodriguez. Poślubił ją w 2010, organizując z tej okazji trzy odrębne ceremonie weselne. Pierwszą z nich było małżeństwo islamskie zawarte w Tadź Mahal w indyjskiej Agrze. Druga, chrześcijańskie wesele w ewangelikalnym stylu, poprzedziła plemienną uroczystość zgodną z tradycjami ludu Ibaloi. Lud ten w przekonaniu Padilli jest macierzystą grupą etniczną jego matki, choć badania genealogiczne zdają się nie potwierdzać tego zapewnienia w sposób jednoznaczny.
Ze wszystkich swoich związków doczekał się łącznie siedmiorga dzieci, jednego syna (Alego) oraz sześciu córek (Kylie, Queenie, Camille Orosy, Mico, Zhen-Zhen, Isabelli i Gabrieli). Jego druga żona dodatkowo dwukrotnie poroniła.

## Nagrody i wyróżnienia
Za swoją działalność był wielokrotnie nagradzany i wyróżniany. Otrzymywał przede wszystkim rozmaite nagrody powiązane z szeroko pojętym filipińskim przemysłem rozrywkowym. Można wśród nich wymienić choćby FAMAS Award dla najlepszego aktora (2006) oraz PMPC Star Award dla najlepszego telewizyjnego aktora komediowego. Znalazł się również wśród artystów nagradzanych podczas festiwalu filmowego aglomeracji manilskiej. Uhonorowano go na nim nagrodą dla najlepszego aktora w 2013. Wśród przyznanych mu wyróżnień znalazły się także Gawad Tanglaw i Gawad Urian. Ostatnia z nich została ufundowana przez oraz jest wręczana w imieniu Manunuri ng Pelikulang Pilipino, pierwszej organizacji zrzeszającej filipińskich krytyków filmowych.
Dodatkowo Padilla otrzymał kilka nagród i wyróżnień w uznaniu zasług w służbie publicznej. W marcu 2023 został członkiem honorowym Akademii Wojskowej Filipin. Przyznano mu też odznakę honorową oddziału sił specjalnych armii filipińskiej specjalizującego się w zwalczaniu partyzantki czy w walkach miejskich.